# Mijaíl Romm
Mijaíl Ilich Romm (Михаил Ильич Ромм, 24 de enero de 1901 - 1 de noviembre de 1971), cineasta ruso de origen judío y nacido en Siberia. 

## Biografía
Durante su juventud participó en la Guerra civil rusa que siguió a la Revolución de Octubre. Tras graduarse en 1925 en la facultad de escultura de Vjutemás, los «Talleres de Enseñanza Superior del Arte y de la Técnica» de Moscú, y su paso por la guerra, desde 1931 estuvo trabajando en los estudios cinematográficos Mosfilm en los cuales durante varios años llegó a ser el director artístico de las producciones.
Entre sus películas más exitosas se cuentan Nueve días de un año (1962) y la película-documental El fascismo ordinario (1965). Entre sus discípulos, pueden contarse otros directores de cine soviéticos, como Andréi Tarkovski, Grigori Chujrái, Aleksandr Mittá, Vasili Shukshín, Nikita Mijalkov.

## Películas
- Lenin en Octubre (Ленин в Октябре, Lenin v Oktyabré, 1937)
- Bollito[1] (Пышка, 1934) basada en el  cuento Bola de sebo de Guy de Maupassant.
- Los Trece (Тринадцать, 1936)
- Nueve días de un año (Девять дней одного года, 1962)
- El fascismo ordinario (Обыкновенный фашизм, 1965)